# Plai (okręg Prahova)
Plai – wieś w Rumunii, w okręgu Prahova, w gminie Drajna. W 2011 roku liczyła 21 mieszkańców.